# Astragalus crassispinus
Astragalus crassispinus es una especie de planta del género Astragalus, de la familia de las leguminosas, orden Fabales.

## Distribución
Astragalus crassispinus se distribuye por Afganistán (Bamyan, Farah, Ghazni, Ghorat, Wardak y Paktia / Khost).

## Taxonomía
Fue descrita científicamente por Bunge. Fue publicada en Mém. Acad. Imp. Sci. Saint Pétersbourg, Sér. 7, 11(16): 132 (1868).